# София Кабел Филм
София Кабел Филм е бивш български кабелен телевизионен канал.

## История
През януари 1999 г. е създаден каналът София Кабел, който наследява първият канал с това име, който е по-късно преименуван на Канал 3. Понеже телевизията излъчва главно филми и сериали, тя се преименува на София Кабел Филм.
През 2005 г. каналите от групата на София Кабел са закупени от „ЕстНет“. На 1 ноември 2005 г. всички канали са закрити, като остава единствено Канал 3.